# Orcajo
Orcajo è un comune spagnolo di 50 abitanti situato nella comunità autonoma dell'Aragona.